# Ненсі Лінч
Ненсі Енн Лінч (англ. Nancy Ann Lynch; нар. 19 січня 1948) — американська математик, теоретик та професорка Массачусетського технологічного інституту.

## Навчання
Лінч народилася в Брукліні. Потім вона навчалась математиці в Бруклінському коледжі та Массачусетському технологічному інституті, де вона отримала ступінь доктора філософії в 1972 році під керівництвом Альберта Р. Меєра.

## Наукова діяльність
Вона працювала на факультеті математики та інформатики в ряді інших університетів, включаючи Університет Тафтса, університет Південної Каліфорнії та Джорджії, до переходу у 1982 році на математичний факультет Массачусетського технологічного інституту.

### Наукові інтереси
З тих пір вона працювала над застосуванням математики до завдань розуміння та побудови складних розподілених систем.
Ненсі Лінч працює професором NEC з програмного забезпечення та інженерії в відділі «Комп'ютерні науки та інженерія» (Computer Science and Engineering або EECS) і очолює дослідницьку групу «Теорія розподілених систем» в лабораторії комп'ютерних наук та лабораторії штучного інтелекту Массачусетського технологічного інституту. 

## Праці
Вона є автором численних дослідницьких статей про розподілені алгоритми та результати неможливості, а також про формальне моделювання та перевірку розподілених систем.
Також Н.Лінч написала підручник «Розподілені алгоритми».  
Вона є членом Національної академії наук, Національної інженерної академії та членом Асоціації обчислювальної техніки.

## Визнання
- 1997: Член Асоціації обчислювальної техніки[en]
- 2001: Премія Дейкстри
- 2001: Національна академія техніки[13]
- 2006: премія Van Wijngaarden
- 2007: Премія Кнута
- 2007: Премія Дейкстри
- 2010: премія IEEE Емануеля Піоре[14]
- 2012: Athena lecturer 2015: Національна академія наук[15]
- 2015: Національна академія наук США[16]